# Pyramica inquilina
Pyramica inquilina är en myrart som först beskrevs av Bolton 1983.  Pyramica inquilina ingår i släktet Pyramica och familjen myror. Inga underarter finns listade i Catalogue of Life.

## Bildgalleri

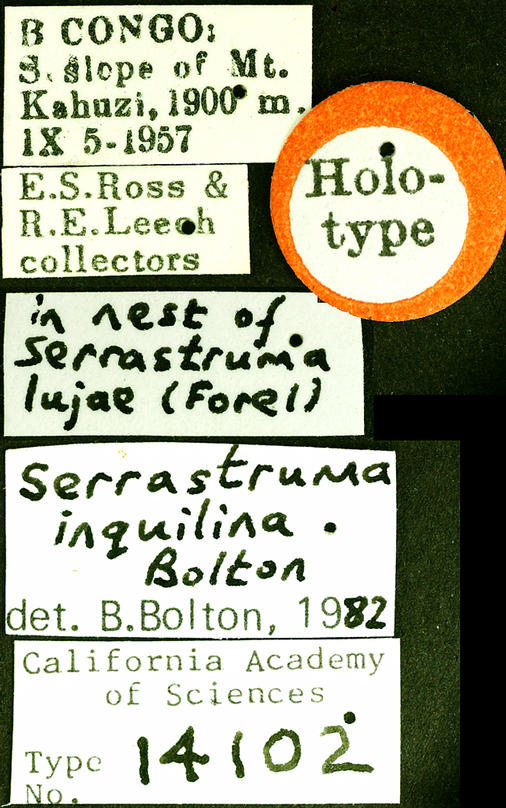
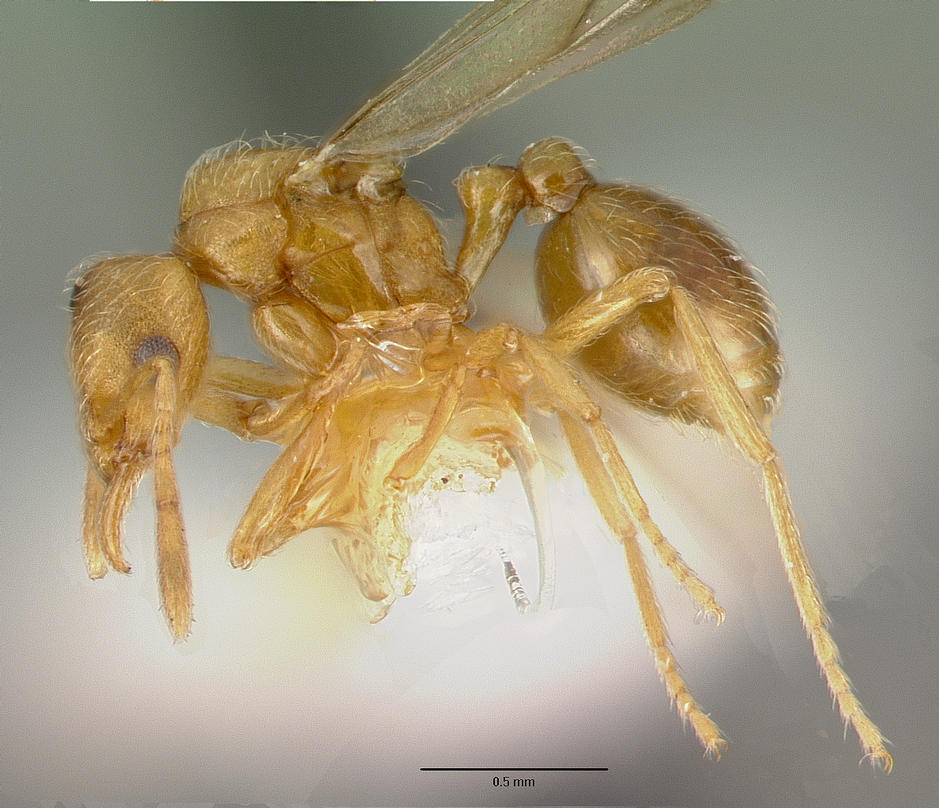